# Skee-Lo
Антуан Раундтри (Antoine Roundtree; 5 марта 1973) — американский рэпер, выступающий под псевдонимом Skee-Lo. Наиболее известен хитом 1995 года «I Wish», который вошёл в хит-парады нескольких стран.

## Биография
Раундтри родился 5 марта 1973 года в Покипси (штат Нью-Йорк), с девяти лет жил в Риверсайде.
Skee-Lo переехал в Лос-Анджелес в середине 1980-х и начал записывать музыку. В 1995 году его песня «Top of the Stairs» прозвучала в заключительных титрах фильма «Поезд с деньгами» и вошла в альбом-саундтрек к нему. В том же году был выпущен сингл «I Wish», который занял 13-е место в американском чарте Billboard Hot 100, а также имел успех в Европе. Сингл и одноимённый дебютный альбом были номинированы на премию «Грэмми». В 1996 году Skee-Lo стал телеведущим на MTV; позже играл в сериалах Dangerous Minds, Goode Behavior и Baywatch Nights.
Skee-Lo записал кавер-версию песни «The Tale of Mr. Morton» из мультсериала Schoolhouse Rock!; композиция вышла на сборнике Schoolhouse Rock! Rocks. Он был соавтором песни «I’ll Be Your Everything» бой-бэнда Youngstown. Она вошла в саундтрек к фильму «Инспектор Гаджет» (1999).
В 2000 году, пять лет спустя после дебюта, вышел второй альбом рэпера I Can’t Stop.

## Дискография

### Альбомы
| Год  | Альбомы                                                   | Высшее место в хит-параде | Высшее место в хит-параде | Сертификации  |
| Год  | Альбомы                                                   | US                        | US R&B                    | Сертификации  |
| ---- | --------------------------------------------------------- | ------------------------- | ------------------------- | ------------- |
| 1995 | I Wish - Выпущен: 27 июня 1995 - Лейбл: Scotti Bros.      | 53                        | 37                        | - US: Золотой |
| 2000 | I Can’t Stop - Выпущен: 10 октября 2000 - Лейбл: Maddtrax | —                         | —                         |               |

### Синглы
| Год  | Сингл               | Высшее место в хит-параде | Высшее место в хит-параде | Высшее место в хит-параде | Сертификации | Альбом       |
| Год  | Сингл               | US Hot 100                | US R&B                    | US Rap                    | Сертификации | Альбом       |
| ---- | ------------------- | ------------------------- | ------------------------- | ------------------------- | ------------ | ------------ |
| 1995 | «I Wish»            | 13                        | 33                        | 8                         | US: Золотой  | I Wish       |
| 1995 | «Top of the Stairs» | —                         | 73                        | —                         |              | I Wish       |
| 1996 | «Superman»          | —                         | —                         | —                         |              | I Wish       |
| 2001 | «Bounce Back»       | —                         | —                         | —                         |              | I Can’t Stop |
| 2002 | «At the Mall»       | —                         | —                         | —                         |              | I Can’t Stop |
| 2011 | «Burnin Up»         | —                         | —                         | —                         |              |              |